# اسکی نمایشی
اسکی نمایشی (به انگلیسی: Freestyle skiing) گونه‌ای از ورزش اسکی است که اساساً به دو رشته آریال و مگول تقسیم می‌شود. از دیگر رشته‌های آن می‌توان به اسکی‌کراس ٬ اسکی نیم‌لوله و اسکی آزاد اشاره نمود.
ورزش اسکی نمایشی برای نخستین بار در دهه ۱۹۳۰ به وجود آمد و در دهه ۱۹۶۰ مسابقات آن به صورت حرفه‌ای انجام گرفت. در آن هنگام این ورزش با نام «هات‌داگینگ» شناخته می شد و باب برنز پیشگام آن در سان ولی، آیداهو ایالات متحده امریکا بود.